# David Zucker
David Zucker (Milwaukee, 16 de outubro de 1947) é um diretor e produtor estadunidense. Irmão do também diretor Jerry Zucker, David ficou famoso por comédias da década de 1980 como Airplane! e Top Secret!.

## Carreira
| Ano  | Filme                    | Título em português                                                        | Diretor | Produtor | Roteirista |
| ---- | ------------------------ | -------------------------------------------------------------------------- | ------- | -------- | ---------- |
| 1977 | The Kentucky Fried Movie |                                                                            |         |          | Sim        |
| 1980 | Airplane!                | br: Apertem os Cintos... o Piloto Sumiu! pt: O Aeroplano                   | Sim     |          | Sim        |
| 1984 | Top Secret!              |                                                                            | Sim     |          | Sim        |
| 1986 | Ruthless People          | br: Por Favor, Matem Minha Mulher                                          | Sim     |          |            |
| 1988 | Naked Gun                | br: Corra que a Polícia Vem Aí pt: Onde Pára a Polícia?                    | Sim     | Sim      | Sim        |
| 1991 | Naked Gun 2½             | br: Corra que a Polícia Vem Aí 2 1/2 pt: Aonde é que Pára a Polícia? 2 1/2 | Sim     |          | Sim        |
| 1993 | For Goodness Sake        |                                                                            | Sim     |          |            |
| 1996 | High School High         |                                                                            |         | Sim      | Sim        |
| 1998 | BASEketball              | br: Sem Trapaça Não Tem Graça                                              | Sim     | Sim      | Sim        |
| 2002 | Phone Booth              |                                                                            |         | Sim      |            |
| 2003 | My Boss's Daughter       | br: A Filha do Chefe pt: A Filha do Patrão                                 | Sim     |          |            |
| 2003 | Scary Movie 3            | br: Todo Mundo em Pânico 3 pt: Scary Movie 3 - Outro Susto de Filme        | Sim     | Sim      |            |
| 2006 | Scary Movie 4            | br: Todo Mundo em Pânico 4 pt: Scary Movie 4 - Que Susto de Filme!         | Sim     |          |            |
| 2008 | The Onion Movie          |                                                                            |         | Sim      |            |
| 2008 | Superhero Movie          | br: Super-Herói: O Filme pt: Superhero Movie - Um Estrondo de Filme!       |         | Sim      |            |
| 2008 | An American Carol        | br: Corra que Tem Loucos Por Aí!                                           | Sim     | Sim      | Sim        |